# Мелета (муза)
Меле́та (др.-греч. Μελέτη) — муза размышлений и опыта, одна из «старших муз».

## Происхождение
Согласно Цицерону, отцом Мелеты, а также других из четырёх «старших муз» (Аэды, Тельксиопы и Архи) являлся Юпитер второй — сын Неба и отец Минервы. Мелета относится к первому поколению муз; второе поколение из девяти муз произошло, по Цицерону, от Юпитера третьего и Мнемосины, а третье (пиериды или пиерии) — тоже девять муз с теми же именами — родились от Пиерона и Антиопы. Арнобий пишет, что греческий историк и мифограф Мнасей также говорил о том, что муз было четыре и что они являются дочерями Земли (Telluris) и Неба (Caeli).
Эфор Кимский, по словам Арнобия, утверждал, что «старших» муз было трое. Согласно Павсанию, ссылающемуся на пересказ Каллиппом из Коринфа в «Истории Орхомена» содержания утерянной поэмы Гегесина, «старших муз» также было трое. Кроме того, Павсаний указывает их имена и даёт историю их происхождения. Муз завали: Мелета (Опытность), Мнема (Память) и Аэда (Песня). Жили они на горе Геликон, а первыми людьми, которые на Геликоне принесли жертвы музам и нарекли эту гору «священной горою муз», были дети Алоея — Эфиальт и От. Ссылаясь на Мимнерма, Павсаний утверждает, что старшие музы были дочерьми Урана (Неба), а все остальные («младшие музы») — были дочерьми Зевса. Диодор Сицилийский, ссылаясь на Алкмана, также пишет, что родители трёх «старших» муз — Уран и Гея. И, наконец, Аристарх Самофракийский, также говорит, что «старшие» музы — это дочери Урана и Геи.
Однако по Авсонию мать трёх «старших» муз — Мнемосина, а «младшие девять муз» возникли случайно. Согласно ему, а также Варрону, жители Киферона наняли трёх мастеров и поручили каждому сделать медные статуи трёх муз, чтобы потом из них выбрать лучшие три и поместить их в храм Аполлона. Однако все статуи оказались настолько прекрасны, что жители не смогли выбрать лучшие. В итоге были куплены и освящены в храме все девять, а поэт Гесиод позже дал им новые имена.

## В астрономии
В честь Мелеты назван астероид главного пояса (56) Мелета, открытый в 1857 году.

## В биологии
В 1831 году английский орнитолог и художник Уильям Свенсон в честь музы Мелеты назвал род бабочек семейства Пиреид (Белянок) — Melete.

## В литературе
- В сатирическом рассказе Эдгара Аллана По «Как писать рассказ для «Блэквуда»» персонаж мистер Блэквуд, объясняя мисс Психее Зенобии как надо писать рассказы, утверждает, что если в рассказе небрежно и как бы случайно упомянуть, что «вначале было всего три музы — Мелета, Мнема, Аэда», то это обязательно придаст рассказу изысканности[11].